# Cao Sơn Hải
Cao Sơn Hải (dân tộc Mường, sinh năm 1937) là nhà nghiên cứu văn hóa Việt Nam, được tặng Giải thưởng Nhà nước về Văn học Nghệ thuật vào năm 2022.

## Tiểu sử
Cao Sơn Hải sinh năm 1937 tại Mường Voong, xã Cẩm Tú, huyện Cẩm Thủy, tỉnh Thanh Hóa. Ông là người Mường, sau khi học hết cấp II (lớp 7), ông theo học Trường Trung cấp Sư phạm miền núi. Ra trường vào năm 1960, ông đi dạy học tại Trường Bổ túc công nông Việt Bắc. Sau đó, ông về công tác tại Ty Giáo dục Thanh Hóa vào năm 1963.
Từ năm 1964 -1967, ông học tại Khoa Ngữ văn, Trường Đại học Sư phạm Hà Nội (hệ 3 năm). Sau khi tốt nghiệp, Cao Sơn Hải được ở lại tiếp tục học thêm một năm chuyên đề để chuẩn bị cho đội ngũ giảng viên kế cận ở các trường đại học.
Năm 1968, ông về làm giảng viên tại Khoa Ngữ văn, Trường Đại học Sư phạm Vinh. Năm 1974, ông được điều về làm Phó Hiệu trưởng Trường Sư phạm miền núi Thanh Hóa. Từ năm 1977 đến 1989, ông là Phó Giám đốc Sở Giáo dục tỉnh Thanh Hóa. Cao Sơn Hải là đại biểu Quốc hội khóa V, khóa VI (1975-1981) và là Ủy viên Ủy ban Văn hóa - Giáo dục của Quốc hội khóa VI. Năm 1989, ông được bổ nhiệm làm Chánh Văn phòng Tỉnh ủy Thanh Hóa, đến năm 1999 thì nghỉ hưu.
Ông là hội viên của Hội Văn nghệ Dân gian Việt Nam từ năm 2000.

## Sự nghiệp
Sau 2 năm trở thành hội viên của Hội Văn nghệ Dân gian Việt Nam, cuốn sách đầu tiên của ông là “Tục ngữ Mường Thanh Hóa” được ấn hành vào năm 2002. Từ đó đến năm 2023, ông đã viết và công bố 25 tác phẩm thơ và nghiên cứu văn hóa dân gian, trong đó có 13 tác phẩm văn học và công trình nghiên cứu văn hóa Mường. Có thể kể ra: Chùm quả ngọt đầu mùa (tuyển thơ các dân tộc thiểu số Thanh Hóa); ''Những chiếc lá chu đồng'' (tuyển thơ dân tộc Mường); ''Thơ Hán Nôm Trương Công Bích – Quách Lục Kinh'' (sưu tầm, dịch, khảo cứu); “Những bài ca đám cưới” (2003); “Truyện Nàng Nga, Đạo Hai mối” (2005); “Truyện cổ Nàng Út Lót, Đạo Hồi Liêu” (2013); “Truyện nàng Ờm, chàng Bông Hương” (2015).
Cao Sơn Hải đã giành được các giải thưởng về văn học: Hội Văn nghệ dân gian Việt Nam đã trao giải cho các công trình: Sử thi Đẻ đất đẻ nước - một cách tiếp cận (giải Nhất); Những bài ca đám cưới người Mường và Lễ Pồn Pôông Eng Cháng (giải Nhì); Truyện Nàng Út Lót - Đạo Hồi Liêu (giải Ba); Ủy ban nhân dân tỉnh Thanh Hóa trao hai giải Nhì cho: Lễ tục vòng đời người Mường và Luật tục Mường. Năm 2017, ông giành giải Nhất công trình văn nghệ dân gian năm 2017 với tác phẩm “Sử thi Đẻ đất - Đẻ nước - một cách tiếp cận” (khảo cứu).
Năm 2022, ông được tặng Giải thưởng Nhà nước về Văn học Nghệ thuật với cụm tác phẩm: Những bài ca đám cưới người Mường Thanh Hóa (sách); Lễ Pồn Pôông Eng Cháng (sách, song ngữ); Truyện Nàng Út Lót - Đạo Hồi Liêu (Tình ca dân tộc Mường - sách, song ngữ).

## Tác phẩm chính
- “Tục ngữ Mường Thanh Hóa” (2002)
- ''Chùm quả ngọt đầu mùa'' (tuyển thơ các dân tộc thiểu số Thanh Hóa);
- ''Những chiếc lá chu đồng'' (tuyển thơ dân tộc Mường);
- ''Thơ Hán Nôm Trương Công Bích – Quách Lục Kinh'' (sưu tầm, dịch, khảo cứu);
- “Những bài ca đám cưới người Mường Thanh Hóa” (sách, 2003);
- “Truyện Nàng Nga, Đạo Hai mối” (2005);
- “Truyện cổ Nàng Út Lót - Đạo Hồi Liêu” (2013);
- “Truyện nàng Ờm, chàng Bông Hương” (2015)
- ''Lễ Pồn Pôông Eng Cháng'' (sách, song ngữ)
- ''Lễ tục vòng đời người Mường'';
- ''Luật tục Mường'';
- “Sử thi Đẻ đất - Đẻ nước - một cách tiếp cận” (khảo cứu);
- ''Văn hóa dân gian Mường Thanh Hóa'' (sách, 2017).[1]

## Vinh danh
- Giải thưởng Nhà nước về Văn học Nghệ thuật năm 2022.

### Giải thưởng văn học
- Giải Ba Hội Văn nghệ dân gian Việt Nam trao cho cuốn Truyện Nàng Út Lót - Đạo Hồi Liêu;
- Hai giải Nhì Hội Văn nghệ dân gian Việt Nam trao cho Những bài ca đám cưới người Mường và Lễ Pồn Pôông Eng Cháng;
- Giải Nhất Hội Văn nghệ dân gian Việt Nam (năm 2017) trao cho tác phẩm “Sử thi Đẻ đất - Đẻ nước - một cách tiếp cận” (khảo cứu);
- Hai giải Nhì của Ủy ban nhân dân tỉnh Thanh Hóa trao cho Lễ tục vòng đời người Mường và Luật tục Mường.